# Wahlenbergia tenuiloba
Wahlenbergia tenuiloba är en klockväxtart som beskrevs av Mats Thulin. Wahlenbergia tenuiloba ingår i släktet Wahlenbergia och familjen klockväxter.
Artens utbredningsområde är Kongo-Kinshasa. Inga underarter finns listade i Catalogue of Life.